# Teotepeque
Teotepeque é um município localizado no departamento de La Libertad, em El Salvador. Sua população estimada em 2007 era de 12 320 habitantes.

## Transporte
O município de Teotepeque é servido pela seguinte rodovia:
- LIB-21  que liga a cidade de Jicalapa ao município
- LIB-22  que liga a cidade de Jicalapa ao município de San Salvador
- CA-02, que liga o distrito de Jujutla (Departamento de Ahuachapán)(e a Fronteira El Salvador-Guatemala, na cidade de Moyuta) à cidade de La Unión (Departamento de La Unión) [2]